# John Saxon
John Saxon, geboren als Carmine Orrico (Brooklyn (New York), 5 augustus 1936 – Murfreesboro (Tennessee), 25 juli 2020), was een Amerikaans acteur.

## Loopbaan
Saxon werd ontdekt op de leeftijd van 18 jaar door een agent die hem op de cover van het tijdschrift True Romances zag. Hoewel hij vroeg in zijn carrière werkte met opmerkelijke regisseurs zoals Blake Edwards, John Huston en Otto Preminger, heeft het maar niet kunnen leiden tot een doorbraak als filmster. Hij werd dan ook meestal alleen gezien in bijrollen en in 1967 werd hij genomineerd voor een Golden Globe voor Beste Mannelijke Bijrol voor de film The Appaloosa. Zijn bekendste films zijn Enter the Dragon met Bruce Lee en A Nightmare on Elm Street.
Saxon was regelmatig te zien in Amerikaanse tv-series, bijvoorbeeld in Bonanza, Gunsmoke en The Streets of San Francisco. Van 1982 tot 1988 had hij de vaste rol van Tony Comsun in de serie Falcon Crest. Hij had gastrollen in Murder, She Wrote, Matlock, The A-team, Fantasy Island, Magnum, P.I. en Dynasty.
Hij trad korte tijd op als FBI-agent Stanley Chase in From Dusk Till Dawn en in de CSI-aflevering Grave Danger: Part 1 als kwaadaardige bommenmaker.
Zijn laatste film was The Extra in 2017. Saxon overleed in 2020 op 83-jarige leeftijd aan longontsteking.

## Filmografie (selectie)
- The Restless Years (1958)
- The Unforgiven (1960)
- War Hunt (1962)
- La ragazza che sapeva troppo (1963)
- The Appaloosa (1966)
- Enter the Dragon (1973)
- Black Christmas (1974)
- Il cinico, l'infame, il violento (1977)
- Apocalypse domani (1980)
- Tenebrae (1982)
- A Nightmare on Elm Street (1984)
- A Nightmare on Elm Street 3: Dream Warriors (1987)
- Maximum Force (1992)
- Beverly Hills Cop III (1994)
- New Nightmare (1994)
- From Dusk Till Dawn (1996)